# Dominik Richert

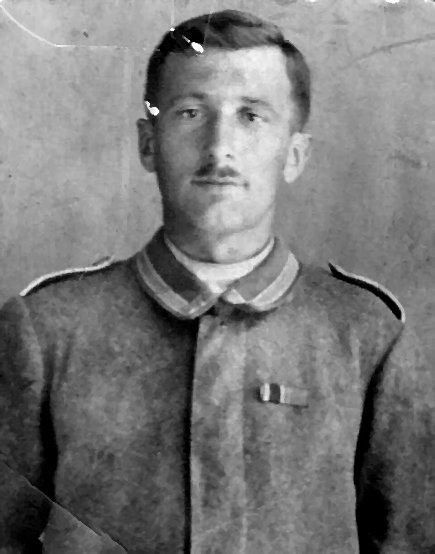
Richert als Soldat mit dem EK II

Dominik Richert (* 4. Mai 1893 in St. Ulrich, Elsass; † 27. März 1977 ebenda) war ein elsässischer Landwirt, der sich selbst auch als „Ackerer“ bezeichnete, deutscher Soldat und Deserteur im Ersten Weltkrieg. Bekannt wurde er postum mit seinen Erinnerungen aus seiner Kriegszeit, die erst 1989 unter dem Titel Beste Gelegenheit zum Sterben veröffentlicht wurden.

## Leben

Richerts autobiografische Kriegserlebnisse Beste Gelegenheit zum Sterben, erst 1989 postum veröffentlicht.

Richert wurde im Alter von 20 Jahren im Oktober 1913 zum 4. Badischen Infanterie-Regiment „Prinz Wilhelm“ Nr. 112 in Mülhausen (Elsass) eingezogen, in dem unter anderem auch Oberleutnant Hermann Göring diente. 
Im Ersten Weltkrieg war er an der Westfront im Elsass und später in Frankreich und an der Ostfront eingesetzt. Er war bei der Erstürmung des Zwinin dabei. Dann erkrankte er an der Ruhr und verbrachte eine Zeit im Lazarett in Lemberg und im Genesungsheim in Frauenstadt.
Nach der Genesung kam er zum Ersatzbataillon nach Speyersdorf bei Königsberg, dann nach Memel und schließlich meldete er sich, um dem erneuten Fronteinsatz im russischen Winter zu entgehen, zur MG-Ausbildung in der Festung Pillau. Danach kam er zum Stellungskrieg vor Riga. Als sein Regiment zum Jahreswechsel 1916/17 an die Westfront verlegt wurde, mussten alle Elsässer, also auch Richert, wegen Desertionsgefahr an der Ostfront verbleiben. Richert kam zum Reserve-Infanterie-Regiment Nr. 260 und wurde zum Unteroffizier befördert. 
Die Auswirkungen des Steckrübenwinters waren an der Front ebenfalls spürbar und die Versorgungslage verschlechterte sich drastisch. In Jēkabpils kommandierte er eine Maschinengewehr-Abteilung und erlebte die Besetzung Rigas. Nach dem Friedensvertrag von Brest-Litowsk wurde er auf dem Truppenübungsplatz Altengrabow auf die Westfront vorbereitet. Am 21. März 1918 kam er wieder in Frankreich bei der Deutschen Frühjahrsoffensive zum Einsatz. Am 24. und 25. April 1918 machte er beim Dorf Cachy als MG-Schütze seine erste Panzerschlacht an der Westfront mit. In der Nacht vom 23. auf den 24. Juli 1918 lief er unter Lebensgefahr zu den Franzosen über und wurde dafür in Abwesenheit von einem deutschen Militärgericht zum Tode verurteilt. Seine Erinnerungen hat er in den Winterabenden zu Papier gebracht.
Nach seiner Heimkehr aus dem Krieg arbeitete Dominik Richert wieder als Bauer. Er war verheiratet. Aus der Ehe gingen zwei Söhne hervor. Sein Sohn Ulrich Richert verfasste Bücher über seinen Vater.

## Werk
Richerts Kriegserinnerungen wurden in Deutschland unter dem Titel Beste Gelegenheit zum Sterben veröffentlicht. 1992 wurde auf Grundlage des Buches ein Dokumentarfilm mit dem Titel Beste Gelegenheit zum Sterben produziert.
Wolfram Wette benutzte diese Aufzeichnungen 1992 bei der Recherche für sein 1998 erschienenes Buch Der Krieg des kleinen Mannes. Eine Militärgeschichte von unten.

## Auszeichnungen
- Eisernes Kreuz II. Klasse
- Braunschweigisches Kriegsverdienstkreuz

## Veröffentlichungen
- Beste Gelegenheit zum Sterben. Meine Erlebnisse im Kriege 1914–1918. Herausgegeben von Bernd Ulrich und Angelika Tramitz. Knesebeck München 1989. ISBN 3-926901-15-2
  - Cahiers d'un survivant : Un soldat dans l'Europe en guerre 1914-1918. Dominique Richert ( Autor) Marc Schublin (Französische Übersetzung) La nuée bleue 1995, ISBN 3-926901-15-2.
  - The Kaiser's Reluctant Conscript. Dominik Richert (Autor), D.C. Sutherland (Englische Übersetzung) Pen & Épée 2012, ISBN 978-1-78159-033-1.
  - Лучшая возможность умереть. Dominik Richert (Autor), Russian Edition ISBN 978-2-9565862-5-8.